# Madonna mit Kind (Landiras)

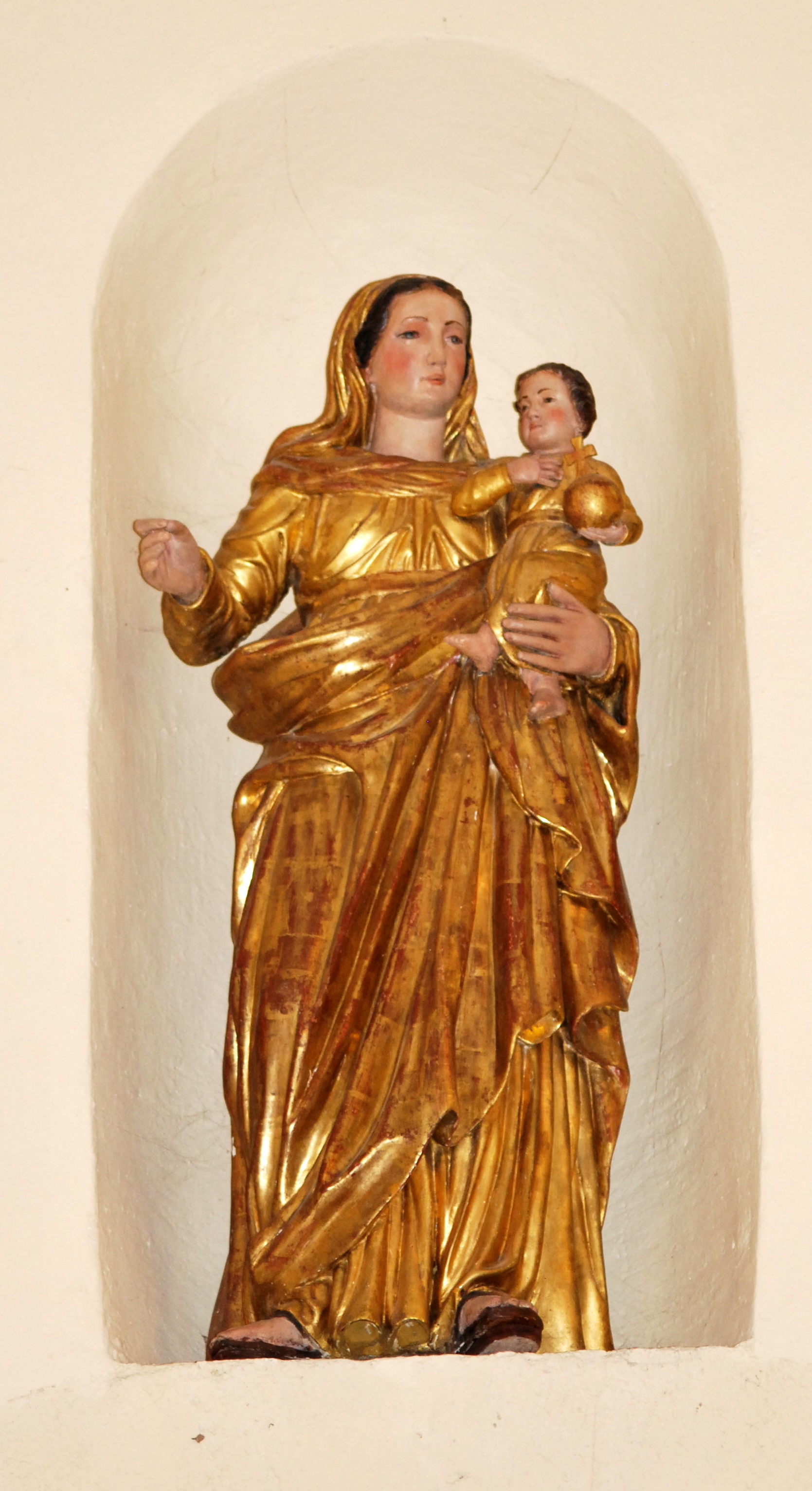
Madonna mit Kind in Landiras

Die Skulptur Madonna mit Kind in der Kirche St-Martin in Landiras, einer französischen Gemeinde im Département Gironde der Region Nouvelle-Aquitaine, wurde im 19. Jahrhundert geschaffen. Im Jahr 1980 wurde die Skulptur als Monument historique in die Liste der denkmalgeschützten Objekte (Base Palissy) in Frankreich aufgenommen.
Die Skulptur aus Holz ist vergoldet. Das Jesuskind sitzt auf dem linken Arm von Maria und hält in der linken Hand die Weltkugel. Die vielen Falten von Marias Kleid geben ihrer Erscheinung eine Fülle.